# Gouvernement Kountché
régime militaire
Gouvernement Hamani Diori III 
Le gouvernement Seyni Kountché est un gouvernement nigérien formé le 22 avril 1974, à la suite du coup d'État militaire du 15 avril qui a renversé le régime de Hamani Diori, premier président de la République et secrétaire général du Parti progressiste nigérien, seul parti autorisé.

## Composition initiale
1. Président du conseil militaire suprême, ministre de l'intérieur, ministre de la défense nationale : lieutenant colonel Seyni Kountché
2. Ministre de l'éducation nationale, de la jeunesse et des sports : colonel Dupuis Henri Yacouba
3. Ministre de l'intérieur, ministre des mines et de l'hydraulique : chef de bataillon Sani Souna Sido
4. Ministre de la fonction publique et du travail : chef de bataillon Idrissa Arouna
5. Ministre de la justice : chef de bataillon Sory Mamadou Diallo
6. Ministre des finances : intendant militaire Moussa Tondi
7. Ministre des affaires étrangères et de la coopération : capitaine Moumouni Djermakoye Adamou
8. Ministre de l'économie rurale, du climat et de l'aide aux populations : capitaine Ali Saïbou
9. Ministre de la santé publique et des affaires sociales : capitaine Moussa Sala
10. Ministre des travaux publics, des transports et de l'urbanisation : capitaine Bayéré Moussa
11. Ministre des postes et télécommunications, ministre de l'information : lieutenant Gabriel Cyrille

## Évolution de la composition
Le nouveau gouvernement est dans un premier temps entièrement composé de militaires (un colonel, un lieutenant-colonel, trois chefs de bataillon, un intendant, cinq capitaines et un lieutenant) dont la moyenne d'âge ne dépasse pas trente-cinq ans. Les civils sont dans un premier temps écartés du gouvernement car il leur est reproché « corruption, injustice, égoïsme et indifférence à l'égard du peuple ».
Le lieutenant-colonel Kountché multiplie les fonctions en assurant la présidence du conseil suprême, la charge de chef de l'État, les fonctions de ministre de la défense nationale et au gré des remaniements les portefeuilles de l'Intérieur et du développement. Le super-ministère l'économie rurale, du climat et de l'aide aux populations est confié au cousin du lieutenant colonel Kountché, le capitaine Ali Saïbou. Le ministère d l'intérieur et le ministère stratégique des mines sont confiés au numéro deux du régime, le chef de bataillon Sani Souna Sido.
Le gouvernement militaire provisoire est complété le 8 juin par quatre technocrates civils qui font leur entrée au gouvernement en tant que secrétaires d'État :
- Alou Harouna, directeur administratif devient secrétaire d'État à l'intérieur,

- Annou Mahaman, docteur en sciences économiques, chef de cabinet, puis secrétaire général au ministère de l'économie rurale, du climat et de l'aide aux populations depuis la fin avril est promu secrétaire d'État dans ce ministère,
- Mounkeila Arouna, licencié en sciences économiques de l'université de Dakar devient secrétaire d'État au développement,
- Alfidja Abderrahmane est nommé secrétaire d'État à la coopération[3],[5].

Le 30 novembre, le gouvernement est remanié. Ibrahim Loutou, titulaire d’un doctorat en droit et économie, et Garba Sidikou rejoignent le gouvernement respectivement en tant que secrétaire d'État à la présidence chargé de l'information et secrétaire d'État à la présidence chargé de la jeunesse et des sports.
Le remaniement du 3 juin 1975 voit le départ de deux militaires. Le capitaine Ali Saibou est nommé chef d'état-major et chargé de l'aide aux populations. Le capitaine Gabriel Cyrille est relevé de ses fonctions pour indiscipline caractérisée,.
Le 21 février 1976, le gouvernement devient majoritairement constitué de civils, première fois depuis le coup d'état. Quatre civiles rejoignent le gouvernement, dont deux ministres : le magistrat Mamadou Mallam Aouami est nommé ministre de la justice, l'ingénieur général des travaux publics Moussa Bako est nommé ministre des travaux publics, des transports et de l’urbanisme, le journaliste Daouda Diallo est nommé secrétaire d'État à la présidence charge de l’information et l’ingénieur agronome Brah Mahamane, est nommé secrétaire d'État au développement rural. Le nombre de militaires passe de 10 à 7 à la suite des départs du colonel Dupuis Henri Yacouba, du chef de bataillon Sani Souna Sido et du capitaine Bayéré Moussa.
Mahamadou Alilou est nommé secrétaire d'État à l'éducation nationale le 7 juin 1976.
Le 12 décembre 1977, un civil (Yahaya Tounkara) et deux militaires (chef d'escadron Boulama Manga, chef de bataillon Moumouni Djermakoye Adamou) entrent au gouvernement.
Le 5 septembre 1978, le commandant Idriss Arouna quitte ses fonctions,.